# Portoscuso
Portoscuso är en ort och kommun i provinsen Sydsardinien i regionen Sardinien i sydvästra Italien. Kommunen hade 5 104 invånare (2017).